# フィラデルフィア
フィラデルフィア（英語: Philadelphia 英語発音: /ˌfɪləˈdɛlfiə/ ( 音声ファイル)）は、アメリカ合衆国のペンシルベニア州南東部にある同州最大の都市。東海岸、ニューヨーク市とワシントン D.C.の中間にあり、ペンシルベニア州とニュージャージー州に挟まれたデラウェア川河畔に位置する。

## 概説
デラウェア川の西岸にあり、北東にニューヨーク、南西にワシントンD.C.という都市に挟まれた地点に位置する。人口は1,603,797人（2020年国勢調査）で、ニューヨーク、ロサンゼルス、シカゴ、ヒューストン、フェニックスに次いで、全米6位となる。
この都市は、1682年に人類史上初の信仰の自由が保障された街として築かれ、1776年に合衆国建国の父がこの地に集結し全会一致で独立宣言を採決、そしてアメリカ誕生の地となった。また、ワシントンD.C.建設中の10年間は、合衆国首都として君臨していた。そして、それ以降は大陸の北東部、南部、中西部を結ぶ「キーストーン回廊」と呼ばれる鉄道路線の始点、世界最大の淡水港、豊かな周辺農業地帯、高度な技術を備えた製造業、極めて高い教育水準などの強みを活かし、アメリカ屈指の港湾・農業・商工業の都市として合衆国の繁栄を担ってきている。
現在、全米第二規模のヘルスケア産業（グラクソ・スミスクラインなど）、世界有数のビデオ映像技術と通信サービス産業（コムキャストなど）の集積地として発展を続けている。また、ペンシルベニア大学、カーティス音楽学校などを有する学園都市であり、学生数は市内に約12万人、都市圏全体では約30万人と全米最多である。
2015年、この都市はアメリカで最初の世界遺産都市（街まるごと世界遺産の対象）に登録された。自由の鐘や独立記念館など国家誕生シンボルの建物、加えて各宗教、宗派、民族のそれぞれがアメリカで初めて建設した数々の教会、合衆国最初の銀行、造幣局、公立病院、メディカルスクール、ビジネススクール、美術大学、電子計算機、ベンジャミン・フランクリンが凧を用いて電気を捉えた跡地の碑、フリーメーソンの総本山寺院、野口英世像など、膨大な数の国定記念建造物と史跡が市内に点在する。
また、印象派作品コレクションの宝庫（フィラデルフィア美術館、バーンズ財団美術館など合計5,000点以上）、屋外壁画作品の都（4,000点以上）、フィラデルフィア・ソウル発祥の地、米国最古のオペラハウス、フィラデルフィア管弦楽団など第一級の音楽団体を持つ世界有数の文化芸術都市としても知られている。市内にあるフェアマウントパークは世界最大の都市公園であり、園内には北米三大、また東海岸で最も重要な日本庭園の一つである「松風荘」がある。

## 歴史
1682年10月27日にクエーカー教徒のウィリアム・ペンが同志とアメリカに渡来し、この地に居住区を建設したのが市の起源である。ペンはこの地を古代ギリシア語で「兄弟姉妹愛の市」を意味する（Φιλαδέλφεια、フィロス＝愛、アデルフォス＝兄弟姉妹、ア＝都市名につく語尾形）「フィラデルフィア」と命名した。こうして、フィラデルフィアはペンシルベニア植民地の首都として成立した。

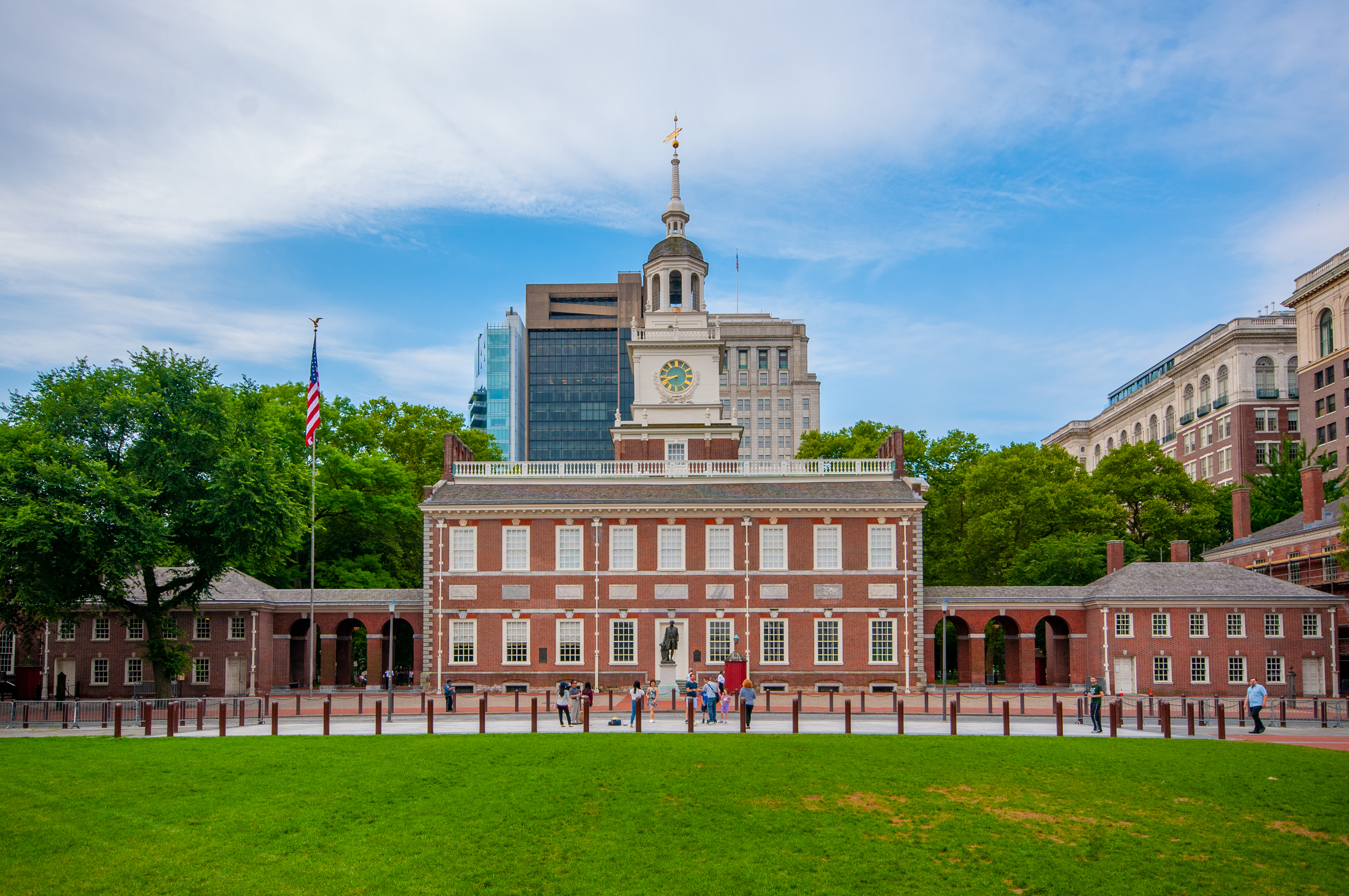
独立記念館

18世紀に入ってフィラデルフィアは交易の要地となり、目覚ましい発展を遂げる。当初は生活基盤が貧弱であったが、ベンジャミン・フランクリンの尽力によって大きく改善されることとなった。1750年代までには、フィラデルフィアはボストンを上回る北アメリカ最大の都市となり、イギリスの領土内でもロンドンに次ぐ第2位の都市であった（1835年までにニューヨークがフィラデルフィアを上回ることになる）。このためアメリカ合衆国の独立期には、この地はアメリカ合衆国建国の父と後に呼ばれる人たちの集う中心地となった。独立戦争時に州議事堂（現在のアメリカ独立記念館で、フィラデルフィア憲法制定会議などにより大陸会議や独立宣言の起草が行われた。1785年には発明家ジョン・フィッチの米国初の蒸気船航路計画を支援しはじめた。また1790年にアメリカ合衆国の首都がニューヨーク市からフィラデルフィアに移ってくると、新都ワシントン特別区の建設が一段落する1800年までの10年間はアメリカ合衆国の首都であった。
1793年には市内で黄熱病が流行し、一時は放置された遺体が山積みとなる状況に陥った。禁酒法時代には、かつての輝かしい歴史を有する街から一転して、一時シカゴに次ぐマフィアが暗躍する都市となった。19世紀以来フィラデルフィアは商業や海運の都市である。有名な大学（ペンシルベニア大学、ドレクセル大学、テンプル大学、トーマス・ジェファーソン大学、ラサール大学など）やカーティス音楽院、ペンシルベニア美術アカデミーなどがあり、「センターシティー」という中心部に銀行や法律事務所が多く、フィラデルフィア連邦準備銀行、フィラデルフィア株式取引所もある。

## 地理

### 市域
フィラデルフィアは、全部で369.4km2 (142.6 mi2) の市域を有し、このうち349.9 km2 (135.1 mi2) が陸地、19.6 km2 (7.6 mi2、5.29%) が水域である。主な水域は、 スクールキル川、コブス川、ウィサヒコン川、ペニーパック川などがある。
フィラデルフィアの最低地点はデラウェア川及びスクールキル川があるフィラデルフィア市南西部のミッフリン砦近くの海抜10ft（0.9m）であり、最高地点はエバグリーン街の北部および西部・エバグリーン地区近くに位置する海抜432ft（132m）のチェスナット・ヒルである。
フィラデルフィアの都心部は17世紀にウィリアム・ペンおよびその測量士トーマス・ホルムによって計画された。それは、デラウェア川とスクールキル川に挟まれたエリアに東西南北の方位にほぼ沿ったグリッド状の道路網を形成するという物だった。ペンは東西方向の通りの名称に樹木の名前を多く採用した。またペンは五か所に公園を設置するように計画した。センタースクエア（現: ペンスクエア）、北東スクエア（現フランクリンスクエア）、南東スクエア（現: ワシントンスクエア）、南西スクエア（現: リッテンハウススクエア）、北西スクエア（現: ローガンサークル/スクエア）である。
その後20世紀に入り、都市美化運動と連動する形でベンジャミン・フランクリン・パークウェイが建設された。このパークウェイはシティホールから北西の「フェアマウント」に向けた軸線を設定し、フィラデルフィア美術館を焦点として設計されている。設計はホレイス・トランバウアー（フィラデルフィア美術館の設計者）やポール・フィリップ・クレ（ロダン美術館の設計者、ルイス・カーンの師）らによって行われ、後にフランスの都市計画家であるジャック・グレベールによって修正されたものである。
フィラデルフィアは、約130km北東にニューヨーク、145km南西にボルチモア、また200km南西にワシントンD.C.が位置している。

### 気候
ケッペンの気候区分では温暖湿潤気候（Cfa）に属する。
| フィラデルフィア国際空港（1981–2010年、極値1872年以降）の気候 | フィラデルフィア国際空港（1981–2010年、極値1872年以降）の気候 | フィラデルフィア国際空港（1981–2010年、極値1872年以降）の気候 | フィラデルフィア国際空港（1981–2010年、極値1872年以降）の気候 | フィラデルフィア国際空港（1981–2010年、極値1872年以降）の気候 | フィラデルフィア国際空港（1981–2010年、極値1872年以降）の気候 | フィラデルフィア国際空港（1981–2010年、極値1872年以降）の気候 | フィラデルフィア国際空港（1981–2010年、極値1872年以降）の気候 | フィラデルフィア国際空港（1981–2010年、極値1872年以降）の気候 | フィラデルフィア国際空港（1981–2010年、極値1872年以降）の気候 | フィラデルフィア国際空港（1981–2010年、極値1872年以降）の気候 | フィラデルフィア国際空港（1981–2010年、極値1872年以降）の気候 | フィラデルフィア国際空港（1981–2010年、極値1872年以降）の気候 | フィラデルフィア国際空港（1981–2010年、極値1872年以降）の気候 |
| 月                                                            | 1月                                                           | 2月                                                           | 3月                                                           | 4月                                                           | 5月                                                           | 6月                                                           | 7月                                                           | 8月                                                           | 9月                                                           | 10月                                                          | 11月                                                          | 12月                                                          | 年                                                            |
| ------------------------------------------------------------- | ------------------------------------------------------------- | ------------------------------------------------------------- | ------------------------------------------------------------- | ------------------------------------------------------------- | ------------------------------------------------------------- | ------------------------------------------------------------- | ------------------------------------------------------------- | ------------------------------------------------------------- | ------------------------------------------------------------- | ------------------------------------------------------------- | ------------------------------------------------------------- | ------------------------------------------------------------- | ------------------------------------------------------------- |
| 最高気温記録 °C （°F）                                        | 23 (74)                                                       | 26 (79)                                                       | 31 (87)                                                       | 35 (95)                                                       | 36 (97)                                                       | 39 (102)                                                      | 40 (104)                                                      | 41 (106)                                                      | 39 (102)                                                      | 36 (96)                                                       | 29 (84)                                                       | 23 (73)                                                       | 41 (106)                                                      |
| 平均最高気温 °C （°F）                                        | 4.6 (40.3)                                                    | 6.6 (43.8)                                                    | 11.5 (52.7)                                                   | 17.7 (63.9)                                                   | 23.2 (73.8)                                                   | 28.2 (82.7)                                                   | 30.6 (87.1)                                                   | 29.6 (85.3)                                                   | 25.6 (78.0)                                                   | 19.2 (66.6)                                                   | 13.3 (56.0)                                                   | 7.1 (44.8)                                                    | 18.1 (64.6)                                                   |
| 平均最低気温 °C （°F）                                        | −3.6 (25.6)                                                   | −2.4 (27.7)                                                   | 1.3 (34.4)                                                    | 6.7 (44.1)                                                    | 12.2 (54.0)                                                   | 17.7 (63.8)                                                   | 20.7 (69.2)                                                   | 19.9 (67.9)                                                   | 15.7 (60.3)                                                   | 9.1 (48.4)                                                    | 4 (39.2)                                                      | −1.1 (30.1)                                                   | 8.4 (47.1)                                                    |
| 最低気温記録 °C （°F）                                        | −22 (−7)                                                      | −24 (−11)                                                     | −15 (5)                                                       | −10 (14)                                                      | −2 (28)                                                       | 7 (44)                                                        | 11 (51)                                                       | 7 (44)                                                        | 2 (35)                                                        | −4 (25)                                                       | −13 (8)                                                       | −21 (−5)                                                      | −24 (−11)                                                     |
| 降水量 mm （inch）                                            | 77 (3.03)                                                     | 67.3 (2.65)                                                   | 96.3 (3.79)                                                   | 90.4 (3.56)                                                   | 94.2 (3.71)                                                   | 87.1 (3.43)                                                   | 110.5 (4.35)                                                  | 88.9 (3.50)                                                   | 96 (3.78)                                                     | 80.8 (3.18)                                                   | 75.9 (2.99)                                                   | 90.4 (3.56)                                                   | 1,054.9 (41.53)                                               |
| 降雪量 cm （inch）                                            | 16.5 (6.5)                                                    | 22.4 (8.8)                                                    | 7.4 (2.9)                                                     | 1.3 (0.5)                                                     | 0 (0)                                                         | 0 (0)                                                         | 0 (0)                                                         | 0 (0)                                                         | 0 (0)                                                         | 0 (0)                                                         | 0.8 (0.3)                                                     | 8.6 (3.4)                                                     | 56.9 (22.4)                                                   |
| 平均降水日数 （≥0.01 in）                                     | 10.6                                                          | 9.4                                                           | 10.5                                                          | 11.3                                                          | 11.1                                                          | 9.8                                                           | 9.9                                                           | 8.4                                                           | 8.7                                                           | 8.6                                                           | 9.3                                                           | 10.6                                                          | 118.2                                                         |
| 平均降雪日数 （≥0.1 in）                                      | 4.4                                                           | 3.6                                                           | 1.8                                                           | 0.4                                                           | 0                                                             | 0                                                             | 0                                                             | 0                                                             | 0                                                             | 0                                                             | 0.2                                                           | 1.8                                                           | 12.2                                                          |
| % 湿度                                                        | 66.2                                                          | 63.6                                                          | 61.7                                                          | 60.4                                                          | 65.4                                                          | 67.8                                                          | 69.6                                                          | 70.4                                                          | 71.6                                                          | 70.8                                                          | 68.4                                                          | 67.7                                                          | 67.0                                                          |
| 平均月間日照時間                                              | 155.7                                                         | 154.7                                                         | 202.8                                                         | 217.0                                                         | 245.1                                                         | 271.2                                                         | 275.6                                                         | 260.1                                                         | 219.3                                                         | 204.5                                                         | 154.7                                                         | 137.7                                                         | 2,498.4                                                       |
| 日照率                                                        | 52                                                            | 52                                                            | 55                                                            | 55                                                            | 55                                                            | 61                                                            | 61                                                            | 61                                                            | 59                                                            | 59                                                            | 52                                                            | 47                                                            | 56                                                            |
| 出典：NOAA (湿度・日照 1961–1990)                             |                                                               |                                                               |                                                               |                                                               |                                                               |                                                               |                                                               |                                                               |                                                               |                                                               |                                                               |                                                               |                                                               |

## 人口
2020年時点の国勢調査で、フィラデルフィアは人口160万3797人で2019年よりも1.2%の増加を見せている。59万0071世帯、35万2272家族が暮らしている。人口密度は4608.86/km2 (1万1936.92/sq mi) である。フィラデルフィアの人種的な構成はアフリカン・アメリカン42.0%、白人41.9%、アジア系8.7%、先住民0.4%、その他の人種8.7%、混血6.9%である。人口の14.9%はヒスパニックまたはラティノである。また、フィラデルフィアの平均所得は、一世帯あたりで52,889ドルであり、全人口の22.8％は貧困線以下にある。

## 治安
2010年代、貨物鉄道沿いのケンジントン地区ではヘロインの売人や常習者がたまり場（ヘロインキャンプ）を造り、屋外ドラッグ市場が形成された。2017年、フィラデルフィア市側は一帯を閉鎖するとともに、大量の注射器を含む廃棄物の撤去を開始。環境改善に乗り出した。しかし2020年代にはフェンタニルなど薬物中毒者が路上にあふれ、「ゾンビ・タウン」と呼ばれている。
2021年には、市民の間に広がる新型コロナウイルスの感染症の拡大に伴う精神的な負担、経済が回復する中で取り残される人々の存在などが複合的に重なり殺人事件が増加。少なくとも535人が殺害され、過去最多だった1990年の記録を更新した。

## 文化

### 食文化
フィラデルフィアの名物には以下のものがある。
- チーズステーキ（牛肉とチーズのサンドイッチ）
- ソフト・プレッツェル（やわらかく焼き上げたプレッツェル）
- ウォーター・アイス（イタリア発祥の冷菓）

### スポーツ
| クラブ                                 | スポーツ               | リーグ                                      | スタジアム                             |
| フィラデルフィア・イーグルス           | アメリカンフットボール | NFL ; NFC                                   | リンカーン・フィナンシャル・フィールド |
| フィラデルフィア・フィリーズ           | 野球                   | MLB ; NL                                    | シチズンズ・バンク・パーク             |
| フィラデルフィア・セブンティシクサーズ | バスケットボール       | NBA                                         | ウェルズ・ファーゴ・センター           |
| フィラデルフィア・フライヤーズ         | アイスホッケー         | NHL                                         | ワコビア・センター                     |
| フィラデルフィア・ソウル               | アリーナフットボール   | AFL ; ナショナルカンファレンス東地区        | ワコビア・センター                     |
| フィラデルフィア・ユニオン             | サッカー               | MLS                                         | スバル・パーク                         |
| フィラデルフィア・スターズ             | アメリカンフットボール | USFL ; ノース・ディビジョン (2022年-2023年) | フォード・フィールド                   |

他にもプロレス興行が盛んである。1990年代に独自のハードコア路線で一大ブームを巻き起こしたECWがこの都市を活動拠点としていた。ECWが試合会場として使用していたビンゴホールは、その後、ECWアリーナの名で親しまれ、のちにも「ジ・アリーナ」の名称でインディーズ団体の聖地として頻繁に興行が行なわれるようになった。

## メディア

### 新聞
フィラデルフィアの主要な日刊紙は、「フィラデルフィア・インクワイアラー」紙と「フィラデルフィア・デイリー・ニュース」紙である。

### テレビ
フィラデルフィア大都市圏の主要な地上波テレビ局は、ABC (WPVI, Ch. 6)、CBS (KYW, Ch. 3)、NBC (WCAU, Ch. 10)、PBS (WHYY, Ch. 12)、The CW (WPSG, Ch. 57)、MyNetworkTV (WPHL, Ch. 17) 及び Fox (WTXF, Ch. 29)である。

### ラジオ
フィラデルフィアにはアメリカ国内でも名が通るラジオ局の本拠地になっている。中でも WMMR (93.3FM) と WYSP (94.1FM) はアメリカ有数のロック局である。両局は、多くの現代のロック・バンドを躍進させ、この国のロック音楽の流行に多大な影響を与えたことで、ロック音楽コミュニティーに広く知られている。
フィラデルフィアは近年までモダンロック専門のラジオ局がないアメリカ最大の都市だったが、2WPLY Y100 は元々純粋にフィラデルフィアを拠点としたmodern rockの局だったが、2005年初めに親会社である Radio One によって、（ヒップホップやR&Bなどを主体とする）rhythmic top 40に変更された。
ペンシルベニア大学によって運営されている WXPN (88.5 FM) は、当初は主要な局で曲を流してもらえなかった多くの著名なアーティストの経歴を立ち上げた実績を持つ。局の財源の大部分は会員であるリスナーによって支えられている。WXPN は毎年夏に開かれる音楽フェスティバルのスポンサーであり、その模様は現在自身のウェブサイト  を通じて世界中に放送されている。
WXTU (92.5 FM) は北東部内で多く聞かれているカントリー音楽放送局である。

## 施設

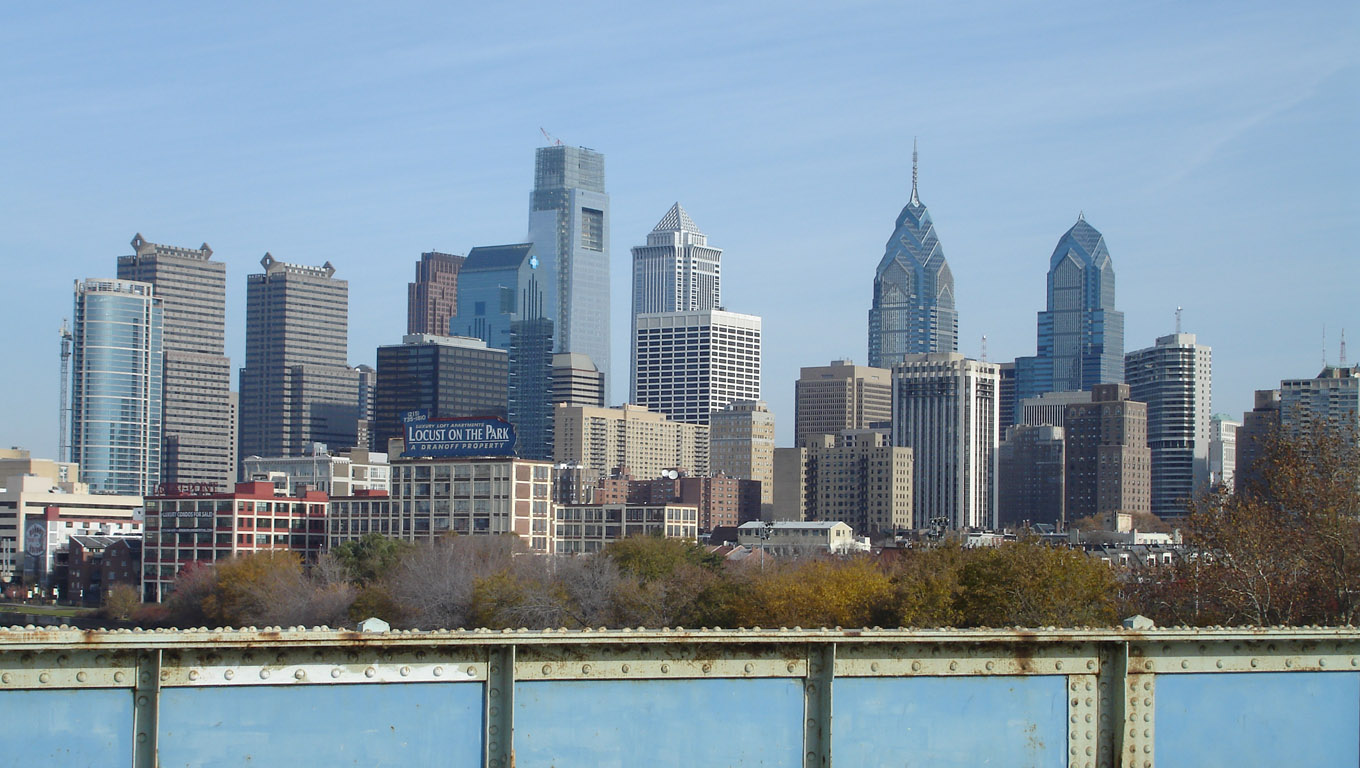
サウス・ストリートから見た中心部

### オペラハウス・劇場
今や世界的に有名になった「フィラデルフィア・サウンド」は二つの異なる意味を持つ。一つは、世界屈指のオーケストラであるフィラデルフィア管弦楽団が創り出す、美しく輝かしい独特なゴージャスなシンフォニー・サウンド。もう一つは、華麗で柔らかく甘めで、それまでのR&Bをより洗練した都会的雰囲気のソウルミュージックに変貌させたフィラデルフィア・ソウルのサウンド。
フィラデルフィア管弦楽団：ニューヨーク・フィルハーモニック、シカゴ交響楽団などと並ぶアメリカ五大オーケストラ（Big Five)の一角を占める名門オーケストラ。レギュラーシーズンはキメル芸術センター内の大ホール、サマーシーズンは野外のマーン芸術センター、サラトガ芸術センターで演奏。その他、コロラド州のヴェイル音楽祭にも参加している。 かつて フィラデルフィア・ロビンフッド・デル管弦楽団 という名称で演奏することもあり、この名による録音も多く残されている。
フィラデルフィア室内楽協会：世界各地から著名な楽器奏者や声楽家を招き、キメル芸術センターの小ホールで数多くの質の高い室内楽コンサート、リサイタルを主催。協会独自の室内楽オーケストラを有し、このオケによる演奏会、また地元カーティス音楽院の教授陣との共演も主催する。
アカデミー・オブ・ミュージック（オペラハウス）：1857年開業、イタリアの伝統を継いで建てられた 米国大陸最古のオペラハウス は、フィラデルフィア・オペラ座とペンシルベニア・バレエの本拠地である。
Walnut Street 劇場：アメリカ合衆国内で最古に運営された劇場

### 博物館・遺跡

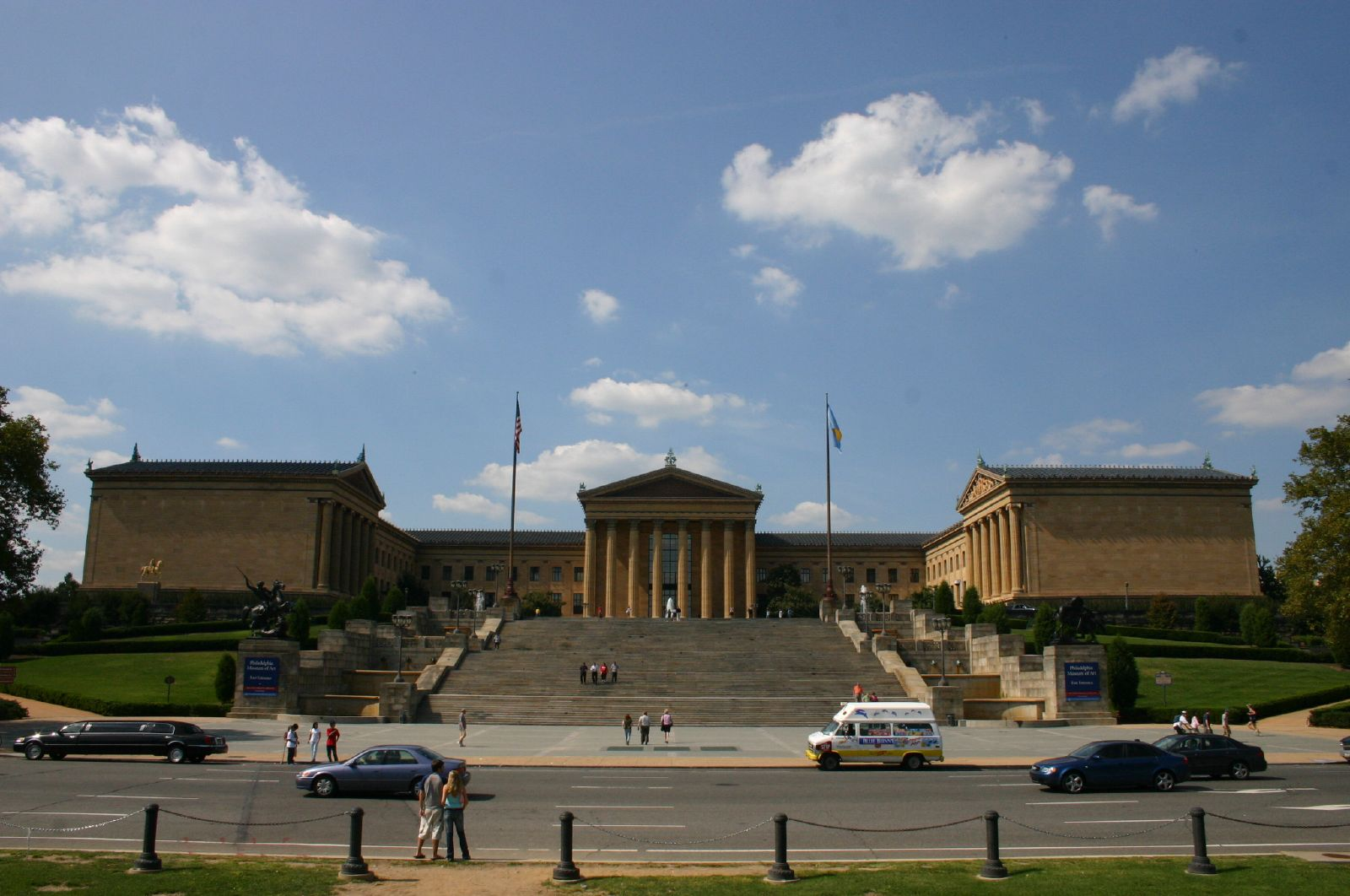
フィラデルフィア美術館

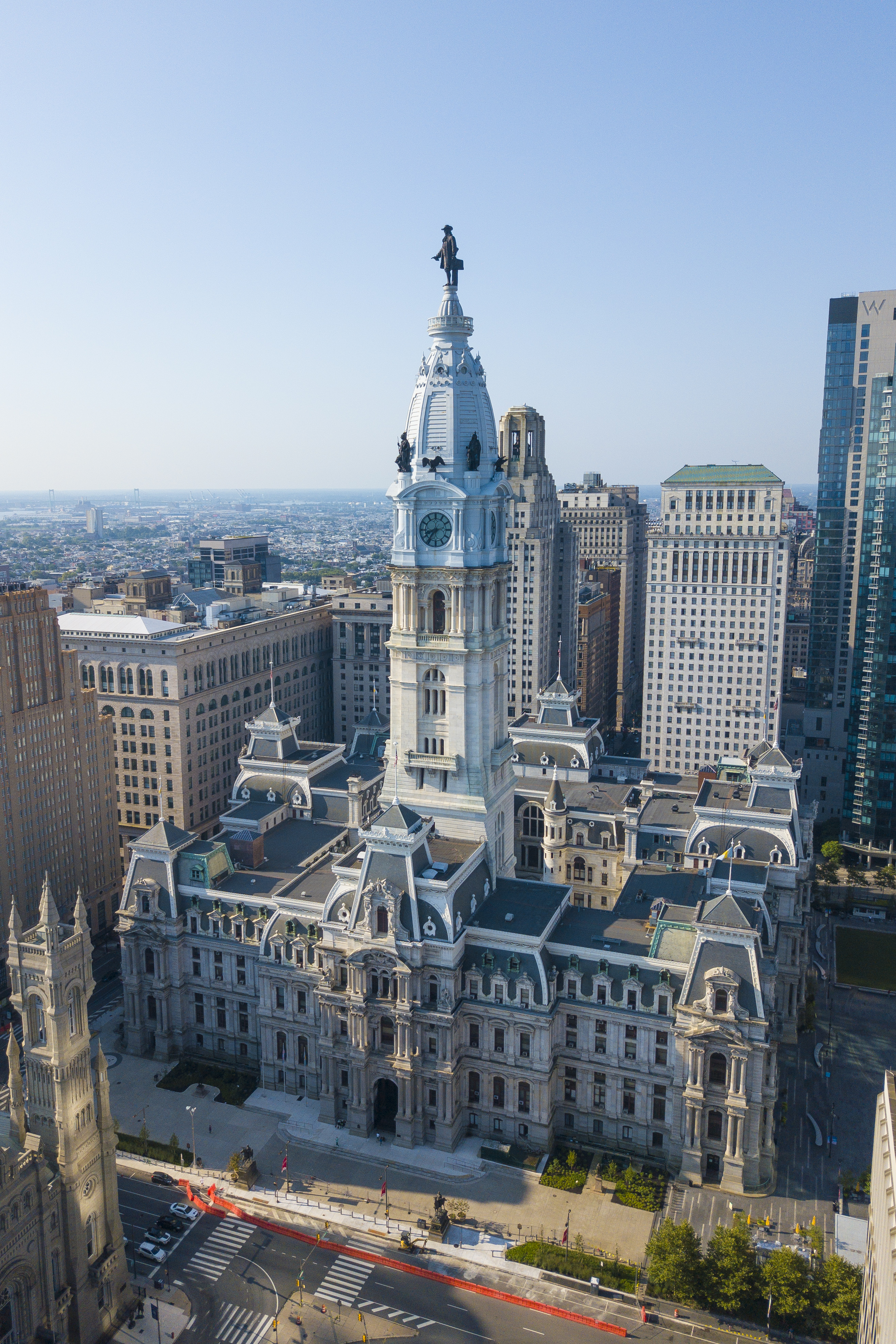
市庁舎

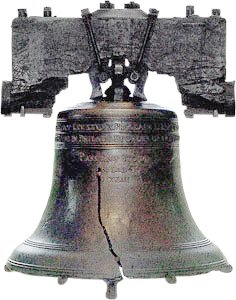
自由の鐘

- バーンズ・コレクション（美術館）：印象派の宝庫（ルノワール181点、セザンヌ69点、マティス60点、等々）。1994年、日本の国立西洋美術館での 特別展 での100万+の入場者数は、海外美術館特別展の入場者数として史上最多であり、未だ破られていない。
- フィラデルフィア美術館：全米有数の美術館、映画『ロッキー』で主人公が駆け上がった階段は「ロッキー・ステップ」と呼ばれている。
- フィラデルフィア自然科学アカデミー（博物館）：1700万点以上の生物標本、数十万冊の、学術雑誌、図版、写真、歴史資料を有する、米国最古の博物館。
- フィラデルフィア市庁舎 (世界最大の独立石積み建造物、国定歴史建造物）
- 独立記念館（世界遺産）
- アメリカ独立国立歴史公園
- 自由の鐘（世界遺産）
- en:Edgar Allan Poe National Historic Site
- Fairmount Waterworks
- en:Fort Mifflin
- en:Franklin Institute
- Mütter 博物館
- en:National Constitution Center
- Philadelphia Doll 博物館
- Please Touch 博物館
- en:Atwater-Kent Municipal Museum
- ロダン博物館
- Rosenbach Foundation & Rosenbach 博物館
- ペンシルベニア大学考古学人類学博物館
- Mummers Museum
- en:Wagner Free Institute of Science
- Betsy Ross House
- en:Eastern State Penitentiary
- en:Elfreth's Alley
- en:Fairmount Park
- Gloria Dei National Historic Site、1700年に建設された州内で最古の教会。
- ラブパーク
- ワン・リバティ・プレイス
- en:Penn's Landing
- フィラデルフィア動物園
- en:Reading Terminal Market
- en:Rittenhouse Square
- en:South Street
- 交通局博物館
- 30丁目駅
- 伝統的チーズステーキ店 - Tony Luke's、Pat's Steaks、Geno's Steaks または Jim's Steaks

## 教育

### 公立学校
フィラデルフィア市のすべてはフィラデルフィア学区（School District of Philadelphia）に属する。この地区のすべての学校は制服または何らかの服装規定を持つ事を要求される。

### 高等教育
| - The Art Institute of Philadelphia - チェスナットヒル・カレッジ - フィラデルフィア・コミュニティ・カレッジ - カーティス音楽学校 - ドレクセル大学 - ホーリーファミリー大学 - ラ・サール大学 - Moore College of Art - Peirce College - ペンシルベニア美術アカデミー | - Philadelphia College of Osteopathic Medicine - フィラデルフィア大学 - The Restaurant School - セントジョセフ大学 - テンプル大学 - トーマス・ジェファーソン大学 - University of the Arts - フィラデルフィア科学大学 - ペンシルベニア大学 |

### 近郊の大学
- アルカディア大学（英語版）、Glensideに位置する
- ブライン・アタイン・カレッジ（英語版）、Bryn Athynに位置する
- ブリンマー大学、Bryn Mawrに位置する
- バックス郡コミュニティ・カレッジ（英語版）、Newtown 及び Perkasie 内のキャンパスに加え
- カブリーニ・カレッジ（英語版）、Radnorに位置する
- デラウェア郡コミュニティカレッジ（英語版）、Marple Townshipに位置する
- イースタン大学（英語版）、St. Davidsに位置する
- ハバフォード大学、Haverfordに位置する
- マナー・カレッジ（英語版）、Jenkintownに位置する
- モンゴメリー郡コミュニティ・カレッジ（英語版）、Blue Bellに位置する
- ニューマン大学（英語版）、Astonに位置する
- ペンシルベニア州立大学、コモンウエルス・キャンパスがAbington 及び Mediaに位置する
- ローズモント・カレッジ（英語版）、Bryn Mawrに位置する
- スワースモア大学、Swarthmoreに位置する
- テンプル大学、Amblerに位置する
- テンプル大学のTyler School of Art、Elkin's Park（ペンシルベニア州）に位置する
- デラウェア大学、ペンシルベニア州外のニューアークに位置する
- ビラノバ大学、Villanovaに位置する
- ペンシルベニア州立ウェストチェスター大学（英語版）、ウェストチェスターに位置する
- ワイドナー大学（英語版）、チェスターに位置する

## 交通

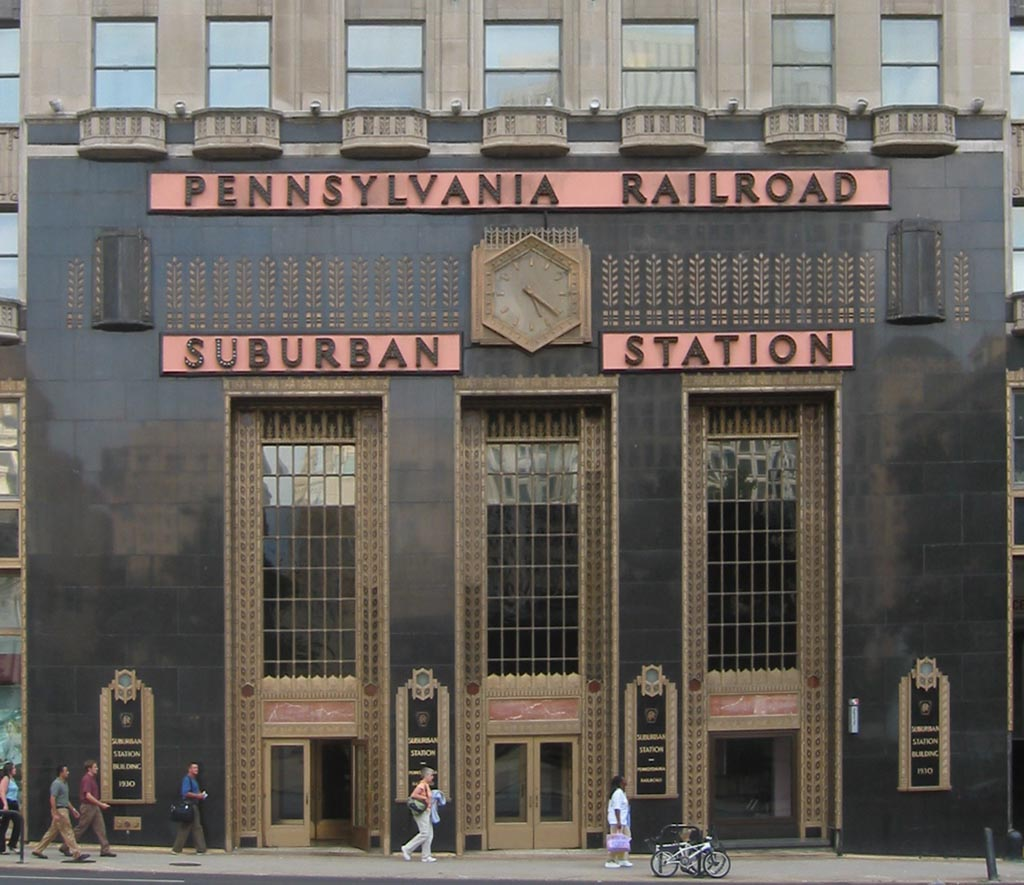
Suburban 駅

### 公共交通機関

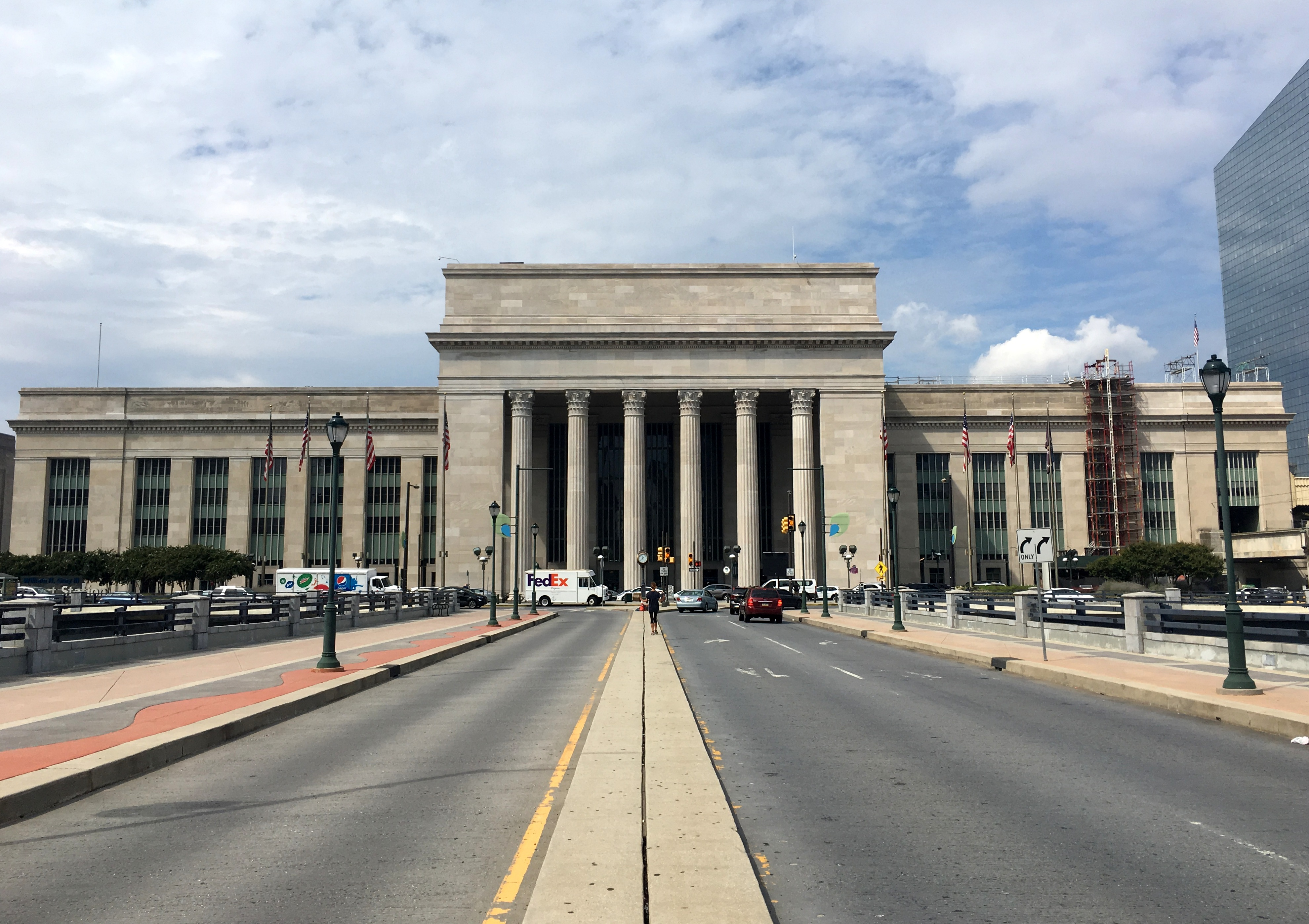
30丁目駅

フィラデルフィア市は南東ペンシルベニア交通局 (Southeastern Pennsylvania Transportation Authority 略 SEPTA) が路線ネットワークを有している。SEPTA はフィラデルフィア市内及び郊外でバス、鉄道、地下鉄、路面電車、及びトロリーバスの運行を行っている。なお、地下鉄と路面電車は川崎重工製造の車両を採用しており、これは同社米国最初の受注であり、フィラデルフィアは同社の北米市場進出への足掛かりを作る街となり、同社のその後のニューヨーク市地下鉄車両の受注に繋がることとなった。
フィラデルフィア市内にはアムトラックの北東回廊 (Northeast Corridor) が通っていて、ニューヨークまで約1時間半、ワシントンD.C.まで約2時間の距離である。アムトラックの30丁目駅 (30th Street Station) はアムトラック、SEPTA、NJ Transit 路線が乗り入れている街の中央駅である。この駅は北東回廊とキーストーン回廊の接続駅でもあり、ランカスターを経て州都ハリスバーグまでキーストーン・サービス号が高速かつ高頻度に運行されているほか、さらに先のアルトゥーナ・ジョンズタウンを経てピッツバーグまでペンシルベニアン号が1日1往復運行されている。
PATCO (Port Authority Transit Corporation) は16thと15th、13thと12th、及び10thと9thストリートの間のロコスト・ストリート (Locust Street) 及び 8th ストリート上にあるマーケット・ストリートの駅から、ニュージャージー州内のカムデン、 コリングスウッド (Collingswood)、ハドンフィールド (Haddonfield)、チェリーヒル (Cherry Hill)、アシュランド (Ashland)、及び リンデンウォルド(Lindenwold) まで地下鉄路線を運行している。
このほか、30丁目駅を起点にアトランティックシティまでニュージャージー・トランジット(NJ Transit, New Jersey Transit)のアトランティックシティ線が運行されている。この路線は途中リンデンウォルドまでPATCOと並行している。

### 空港
ノースイースト・フィラデルフィア空港が自家用機・ビジネス航空機向けのサービスを提供しているのに対し、フィラデルフィア国際空港 (PHL) は定期便路線の国内線及び国際線向けに利用されている（市内から車で約20分）。

## 姉妹都市
フィラデルフィアには、フィラデルフィア国際市民外交協会（CDI）によって指定された8つの公式姉妹都市がある。また、他にも3つの提携都市および州がある。

### 姉妹都市
| 市                           | 国         | 締結日 |
| ---------------------------- | ---------- | ------ |
| フィレンツェ                 | イタリア   | 1964年 |
| テルアビブ                   | イスラエル | 1966年 |
| トルン                       | ポーランド | 1976年 |
| 天津                         | 中国       | 1979年 |
| 仁川                         | 韓国       | 1984年 |
| ドゥアラ                     | カメルーン | 1986年 |
| ニジニ・ノヴゴロド           | ロシア     | 1992年 |
| フランクフルト・アム・マイン | ドイツ     | 2015年 |

### 提携都市
| 市 / 州                    | 国       | 締結日 |
| -------------------------- | -------- | ------ |
| 神戸                       | 日本     | 1986年 |
| アブルッツォ               | イタリア | 1997年 |
| エクス＝アン＝プロヴァンス | フランス | 1999年 |

## フィラデルフィアが舞台の作品
- 刑事ジョン・ブック 目撃者
- シックス・センス
- ロッキー
- クリード チャンプを継ぐ男
- ナショナル・トレジャー
- 大逆転
- アンブレイカブル
- ミスター・ガラス
- マネキン
- マーニー
- サイン
- フィラデルフィア
- エイジ・オブ・イノセンス/汚れなき情事
- 人生の動かし方
- ベイビーママ
- スプリット
- BELOVED
- ミッドナイトクロス
- トランスフォーマー/リベンジ
- レディ・イン・ザ・ウォーター
- ボーイ・ミーツ・ワールド
- フィラデルフィア・エクスペリメント
- ハプニング
- 完全なる報復
- 別世界からのメッセージ
- コンクリート・カウボーイ: 本当の僕は
- マーリー 世界一おバカな犬が教えてくれたこと
- フィラデルフィアは今日も晴れ
- それいけ! ゴールドバーグ家
- ベルエアのフレッシュ・プリンス
- 殺人を無罪にする方法
- THIS IS US
- コールドケース 迷宮事件簿
- マックイーンの絶対の危機
- クィア・アイ
- 12モンキーズ
- イン・ハー・シューズ
- ヒストリー・オブ・バイオレンス
- ザ・シューター/極大射程
- ナイスサーティズ
- 世界にひとつのプレイブック・
- フィラデルフィア物語
- シャザム!

### 歴史
- フィラデルフィアの歴史（英語版）
- フィラデルフィアの歴史年表（英語版）

### 地理
- フィラデルフィアの地区一覧（英語版）
- フィラデルフィアの建築様式（英語版）
- フィラデルフィアの高層ビル一覧（英語版）
- フィラデルフィアの公園一覧（英語版）

### 人口
- フィラデルフィアの人口統計（英語版）

### 経済
- フィラデルフィアの経済（英語版）

### 文化
- フィラデルフィアの文化（英語版）

### マスメディア
- フィラデルフィアのメディア（英語版）

### スポーツ
- フィラデルフィアのスポーツ（英語版）

### 行政
- フィラデルフィア市長
- フィラデルフィア市庁舎
- フィラデルフィア市議会（英語版）

### 教育
- フィラデルフィアの教育（英語版）

### 交通
- フィラデルフィアの交通（英語版）

## ウィキ間リンク

### ウィクショナリー
- フィラデルフィア

### ウィキメディア・コモンズ
- Philadelphia

### 公式サイト
- フィラデルフィア市公式サイト （英語）

### 観光サイト
- フィラデルフィア観光局 （英語）

### その他のサイト
- フェラデルフィア日米協会
- NPS Independence National Historical Park （英語）
- Philadelphia Daly News （英語）
- 『フィラデルフィア』 - コトバンク

| 先代 ニューヨーク市 | アメリカ合衆国の首都 1790年7月16日 - 1800年11月17日 | 次代 ワシントンD.C. |